# 小役
小役（こやく）とは、ボーナス・リプレイ以外の当たり役を指すパチスロ用語。

## 概要
主に「ベル」、「スイカ」、「チェリー」で構成され、絵柄の組み合わせによって最大15枚のコイン払い出しがあり、コイン持ちを決定する。ベルは適当押しや押し順の正解で揃うが、スイカやチェリーは目押しが必要な場合が多い。また、特定絵柄がリーチ目になる機種や、ストック機のモードアップ契機になる絵柄もある。これらの出現頻度を計ることにより、設定判別が可能な機種も存在する。
0号機〜1.5号機においては、パチスロの元になったスロットマシンでも小役の絵柄として知られる「ベル、プラム、オレンジ、チェリー」が主に使用された。2号機〜4号機では機種ごとに異なるものが採用されるケースが多い中、ユニバーサル（アルゼ）系機種では初の4号機である「チェリーバー」から、0号機〜1.5号機時代でボーナス絵柄として使われてきた「スイカ」を積極的に小役に採用し、1995年のクランキーコンドルで初めて「ボーナス絵柄3種、スイカ、ベル、チェリー、青色のリプレイ」の構成が登場。2000年頃になると山佐、サミー、パイオニア、オリンピア、大都技研などが次々と前述の構成や同様の配色を採用するようになり、5号機時代に突入してからは一部機種・シリーズを除いてほぼ完全に統一されている。
パチスロ雑誌などによっては、4号機より搭載された「リプレイ」も含め小役と表記される場合も多いが、このリプレイは小役ではないとされ、RTなどによる確率変動が認められている。また、5号機以降ではスイカやチェリー、揃ったラインによってはベルもリプレイの扱いとなる機種も多い。